# 土曜王国
土曜王国（サタディキングダム）は、LuckyFM茨城放送で毎週土曜日に放送している生放送のラジオ番組である。2012年10月6日に放送を開始した。パーソナリティはバロン山崎が務める。

## 概要
2023年現在、LuckyFM茨城放送で最も長時間放送する番組である。全国的にも土曜に放送するラジオの生ワイド番組では『サタデーとちぎ』（栃木放送）の8時間、『Saturday Amusic Islands Afternoon Edtion 』(FM802)、『サタデーミュージックカウントダウン』（KBCラジオ）の各6時間、『Toy Box』（栃木放送）の5時間45分、『土曜だ!!江越だ!?』(熊本放送）の5時間14分についで6番目に長く『ごきげんようじ』（STVラジオ）、『ステドラ!～STATION DRIVE STAURDAY～』（NORTH WAVE）、『高原兄の5時間耐久ラジオ 長て長てこたえられんが』（北日本放送）、『Saturday Amusic Island Morning Edtion』(FM802）と同じ5時間である。

2020年10月で、それまでの茨城放送土曜日のワイド番組最長放送期間だった『恭ノ介の天下御免』（1994年4月9日 - 2002年3月30日。全417回）の記録を更新した。

## 放送時間
毎週土曜　13:00 - 18:00
土浦全国花火競技大会開催当日（原則11月第1土曜日）は『Saturday night IN HANABI』が現地から放送される流れで、当番組もスタジオと会場を結んでの2元生中継を、放送時間短縮版（17:25まで）で行い、随時交通規制情報なども提供される。但し2024年は豪雨予報が出ていたことから、2日の開催、並びに予備日に設定されていた3日、9日も警備員のスタッフの不足などの問題から、開催中止（年内延期なし）となることが決まり、この日は花火大会会場からの中継も取りやめられ、通常編成に準じた内容で18時までスタジオからのみの放送に戻した。

## 出演者
- バロン山崎[2]

- 廣瀬千鶴[3]（2016年4月 - ） - 3代目アシスタント[4]

### アシスタントの変遷
|                       | パーソナリティ | アシスタント |
| --------------------- | -------------- | ------------ |
| 2012/10/6 - 2015/1/31 | バロン山崎     | 金井優子     |
| 2015/2/7 - 2016/3/26  | バロン山崎     | 田中歩       |
| 2016/4/2 -            | バロン山崎     | 廣瀬千鶴     |

## 主なコーナー
- バロンの暴論
- とことんいばらき
- なりきりクエスト
- 気象転結
- リクエスト3
- オールウェイズ・オン・マイ・マウンド
- 世界おもしろニュース

## 記事掲載
2023年4月、『ラジオ番組表』 2023年春号（三才ブックス）の「第3回イチ推し番組DJランキング・ワイド番組部門」で1位に選出され、バロンと廣瀬のインタビュー記事が掲載された。
ギャラクシー賞を選定している放送批評懇談会発行の雑誌『GALAC』にて、2023年12月度のラジオ部門月評に当番組が掲載された。番組については、リスナーの反応や地元愛、安定性において、長い年月をかけて心地よい居場所づくりに成功している、と評されている。